# 前川征弘
前川 征弘（まえかわ ゆきひろ、1944年 - ）は、日本の外交官。外務省情報分析官や、在スペイン公使等を経て、2007年から駐エクアドル特命全権大使を務めた。

## 人物・経歴
長崎県出身。上智大学理工学部中退後、1968年外務省入省。外務省国際情報統括官組織分析第1課情報分析官、在パラグアイ日本国大使館参事官等を経て、2005年在スペイン日本国大使館参事官。2007年から駐エクアドル特命全権大使を務め、首都キトにおいて「新マカラ国際橋建設計画」のため5億7400万円を限度とする無償資金協力に関する書簡の交換を行うなどした。2019年、瑞宝中綬章受章。

## 著書
- 『「国家の品格」への素朴な疑問』（吉孝也と共著）新風舎 2007年